# Kanupolo-Weltmeisterschaften 1994
Die ersten ICF-Kanupolo-Weltmeisterschaften fanden vom 7. bis 10. Juli 1994 in Sheffield im Vereinigten Königreich statt.
Austragungsort war der Ponds Forge Pool in Sheffield, in dem im Vorjahr schon die Europameisterschaften stattgefunden hatten.
Bei den Herren nahmen 18 Nationen teil und bei den Damen sechs.
Die australische Herrenmannschaft gewann in der Aufstellung Aaron Fleet, Paul Carter, Brett Houghton, Steve Hemsley, Keith McCherley, Duncan Cochrane, Scott Makin und Chris Van Genderen das Endspiel 6:1 gegen Deutschland.
Die australische Damenmannschaft gewann mit dem Team Elizabeth Shem, Anne Duncan, Julie Keast, Kaye Truscott, Juliette Makin, Caroline Houghton, Joanne Hemsley, Janet Hummerston, Nerilee Flint und Caroline Ninnes ihr Endspiel 2:0 gegen das britische Team.

## Ergebnisse
| Kategorie | Gold       | SilberAus              | Bronze                 |
| --------- | ---------- | ---------------------- | ---------------------- |
| Männer    | Australien | Deutschland            | Vereinigtes Königreich |
| Frauen    | Australien | Vereinigtes Königreich | Frankreich             |